# M'ama non m'ama (film)
M'ama non m'ama (À la folie... pas du tout) è un film del 2002 diretto da Lætitia Colombani e scritto da Colombani e Caroline Thivel.

## Trama
Angélique, una giovane ragazza di Belle arti, si innamora di Loïc Le Garrec, un rinomato cardiologo già sposato con l'avvocatessa Rachel. I tentativi fatti dalla ragazza affinché l'amante lasci la moglie, in attesa di un bambino, finiscono sempre per naufragare, e non capisce perché tenti di mantenere le distanze con lei.
Nel susseguirsi degli eventi diviene chiaro che in realtà Angélique è affetta da erotomania, un disturbo delirante in cui il paziente ha la convinzione infondata e ossessiva che un'altra persona provi sentimenti amorosi nei suoi confronti: tutti i fatti accaduti sono quindi pilotati dall'immaginazione della ragazza. Quanto a Loïc, profondamente innamorato di sua moglie, egli rimane fortemente perplesso di fronte ai regali anonimi e alle lettere che riceve. L'amore malato di Angélique provoca gravissimi turbamenti sia nella sua vita così come in quella di Loïc.
Il film viene narrato secondo due punti di vista. Il primo è quello di Angélique, che oltre a studiare arte lavora part-time in un ristorante con la sua amica Héloïse ed è amata in segreto dall'amico David; dopo numerosi e inutili tentativi di incontrarsi con Loïc, la ragazza decide di chiudere con lui e gli manda un ultimo misterioso regalo, poi cerca di suicidarsi respirando gas. Il secondo è quello di Loïc, che inizialmente non fa parola alla moglie dei regali ricevuti per non preoccuparla, e che un giorno riceve un pacco misterioso: quando lo apre, scopre con orrore un cuore umano trafitto da una freccia. Il cardiologo si infuria e aggredisce una paziente, Sonia Jasmin, che erroneamente crede essere l'autrice dei messaggi; la donna sporge denuncia, ma qualche tempo prima dell'udienza viene trovata morta a causa di un infarto.
La polizia crede che sia stato Loïc a uccidere la paziente, ma sua moglie Rachel decide di difenderlo e gli mostra il suo amore baciandolo teneramente mentre è circondato dalla polizia; Angélique assiste alla scena e maledice Rachel. Un giorno, Loïc riceve una telefonata dal suo migliore amico che lo informa che sua moglie è in ospedale: è stata investita da un motorino ed è leggermente ferita, ma ha perso il bambino. Nella sua follia, Angélique voleva che Rachel perdesse il bambino perché lo vedeva come un ostacolo frapposto tra lei e Loïc. Poco dopo Rachel torna a casa ma, nonostante i migliori sforzi del marito, rimane inconsolabile.
Una notte Loïc sente la sirena dei vigili del fuoco e si precipita nella casa di Angélique, sua vicina, dove scopre la ragazza ha cercato di porre fine alla sua vita. L'uomo tenta si salvarla con un massaggio cardiaco e la respirazione bocca a bocca, il che porta Angélique a pensare che Loïc l'abbia salvata perché è innamorato di lei ed è felice che l'abbia baciata. Quando Loïc va in ospedale per visitarla viene picchiato da David, che crede alla storia inventata da Angélique, di cui è innamorato. Loïc, dopo aver riflettuto su vari eventi ed essersi introdotto in casa della ragazza (dove trova un'inquietante statua che gli somiglia), alla fine comprende che è stata proprio lei ad averlo molestato per tutto il tempo; quando si rincontrano e lui le dice che non sono mai stati insieme e che non staranno mai insieme, Angélique impazzisce e lo colpisce alla testa con una statua facendolo cadere dalle scale.
Loïc viene ricoverato d'urgenza rimanendo incosciente per diversi giorni, si riprende a fatica e continua la sua vita; lui e Rachel (rimasta nuovamente incinta) diventano finalmente genitori di una bambina. Angélique viene dichiarata incapace di intedere e di volere, e internata in un ospedale psichiatrico; negli anni con la psicoterapia sembra che riesca a guarire e a capire gli errori commessi, ma quando viene dimessa si scopre che non ha mai preso le pastiglie, con le quali invece dietro l'armadio della camera da letto ha realizzato un enorme ritratto a mosaico di Loïc. Il finale, che mostra Angélique uscire dall'ospedale, rimane pertanto aperto.

## Riconoscimenti
- 2002 – Semana Internacional de Cine de Valladolid[1]
  - Candidatura al miglior film
- 2004 – Phoenix Film Critics Society Awards
  - Candidatura al miglior film in lingua straniera